# France Info
Cet article concerne la radio. Pour la chaîne de télévision, voir France Info (chaîne de télévision). Pour l'offre globale, voir France Info (offre globale).
France Info est une radio publique d'information française créée le 1er juin 1987 par Roland Faure et Jérôme Bellay son premier directeur jusqu'en 1989. La station fait partie du groupe Radio France et diffuse l'actualité, 24 heures sur 24 et 7 jours sur 7.

## Historique
Considérée comme la « grande sœur » ayant inspiré dix ans plus tard, la radio Mouv',, la première station FM publique Radio 7 du groupe Radio France destinée au jeunes, est lancée le 2 juin 1980,. En pleine période d'explosion des centaines de stations pirates devenues radios libres puis radios locales privées, Radio 7 connaît un certain succès et permet à de nombreux animateurs, journalistes, artistes et producteurs de faire leurs armes. Le 20 février 1987, Radio 7 est supprimée, laissant sa place, ses locaux parisiens de la Maison de la Radio et ses fréquences, à la station France Info, toute première radio nationale d'informations française, non sans provoquer des remous et quelques manifestations. Dès lors, il faut attendre une dizaine d'années pour qu'un nouveau projet du même genre soit entrepris.
Ainsi, France Info commence à émettre le 1er juin 1987 à 6 h 59. La toute première radio d'information en continu en Europe exploite dès sa naissance, son slogan « France Info, la plus info des radios ». La nouvelle radio de service public d'actualité est diffusée en 1987, dans quelques grandes villes françaises : Clermont-Ferrand, Lyon, Le Mans, Mulhouse, Marseille, Nantes, Paris et Toulouse. L'antenne est un enchaînement de titres, de flashes et de journaux radio. Un an plus tard, France Info compte plus d'un million d'auditeurs réguliers.
Dirigée par Jerôme Bellay, de sa création jusqu'en 1989, la station est ensuite dirigée par le journaliste français Pascal Delannoy, de 1989 à 2002. Michel Polacco lui succède jusqu'en 2007. Première radio européenne à posséder un site web, elle le lance en 1996. En 2002, l'équipe de France Info est marquée par la disparition de Julien Prunet, premier journaliste non voyant à Radio France. L'association Lire dans le noir est créée en son souvenir et, en 2009, France Info soutient la création du prix Lire dans le noir du livre audio.
En avril 2007, Patrick Roger prend la direction de la station. En septembre 2009, Patrick Roger quitte France Info pour devenir directeur de la rédaction de la chaîne de télévision d'information en continu BFM TV. Philippe Chaffanjon, alors directeur de la rédaction, le remplace à la direction de la station. Après trois ans à la tête de la station, il part diriger France Bleu et est remplacé par Pierre-Marie Cristin en juillet 2012.
En mai 2014, Laurent Guimier est nommé à la tête de la station par Mathieu Gallet, président de Radio France.
Le vendredi 31 octobre 2014, un incendie se déclare à la Maison de la Radio, au huitième étage alors en travaux puis il se propage au septième étage. Toutes les antennes de Radio France sont interrompues totalement pendant près de deux heures (12 h 40-14 h 10). France Info reprend ses programmes vers 13 h 25 pendant cinq minutes, avant d'être à nouveau évacuée et doit interrompre ses programmes jusqu'à 14 h 10. La station doit dès lors installer provisoirement son studio dans les locaux de France Bleu 107.1, dans un bâtiment voisin.
Le 24 août 2016, France Info se transforme en site d'information international en continu, suite au rapprochement des activités de la radio avec le site France TV Info, avec le soutien de France Télévisions, de l'Ina et de France Médias Monde. À cette occasion, la charte est revue et une nouvelle grille radio est annoncée pour le 29 août en lien avec la chaîne de télévision France Info créée le 1er septembre. Un nouvel habillage sonore, composé par Jean-Michel Jarre, sera d'ailleurs mis à l'antenne.
Le 1er juin 2017, la station de radio France Info, le premier média tout-info d'Europe en 1987, fête son trentième anniversaire.

## Évolution dans l'identité de la station

### Identité visuelle
Le logo historique, déjà redessiné en 1995, a fait l'objet d'une adaptation à la charte globale de Radio France conçue par Richard Humbert en avril 2001.
En septembre 2005, France Info adopte sa nouvelle image et les nouveaux codes du système identitaire du groupe Radio France, imaginé par l’agence Leg et composé d'un carré noir avec le pictogramme historique qui représente la maison ronde, commun à tout le groupe public, sur lequel se superpose un second carré jaune, spécifique à France Info.
En août 2016, un nouveau logo commun aux nouvelles activités est adopté.

Évolution du logo
Du 1er juin 1987 jusqu'en 1995.
De 1995 jusqu'en avril 2001.
D'avril 2001 à septembre 2005.
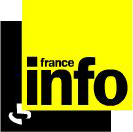
De septembre 2005 à 2008.
De 2008 jusqu'au 29 août 2016

Logo actuel depuis le 29 août 2016.

### Identité sonore
L'indicatif sonore de la station de 1987 à 2016 a été composé par Gérard Calvi.
Cet indicatif a évolué plusieurs fois au fil des ans ; une nouvelle interprétation, pour la première fois assurée par l'orchestre philharmonique de Radio France, est mise à l'antenne le 1er septembre 2014, reflet du « retour aux sources » éditorial souhaité par le président Mathieu Gallet.
Le 29 août 2016 est dévoilé un nouvel habillage sonore commun avec la nouvelle chaîne de télévision. Cette composition nouvelle créée par Jean-Michel Jarre marque la disparition de la mélodie historique de Gérard Calvi.
Le 26 août 2019, lors de la rentrée de France Info, une « mise à jour » de l'habillage est dévoilée, toujours commun avec la chaîne de télévision. Cette mise à jour a été effectuée par Jean-Michel Jarre et concerne la totalité de la banque de sons originale.
Ces nouveaux jingles sont presque identiques, mais des percussions plus modernes ont été rajoutées dans la grande majorité (tapis des titres, top horaire, jingle des tranches…), ou les instruments ont été modifiés (tapis de la météo, du midi-14 heures…), enfin d'autres ont disparu de l'antenne (tapis du 14 heures-17 heures) et d'autres sont apparus (tapis du 21 heures-minuit et sa variante de 23 heures utilisée à la télévision). On peut aussi ajouter que d'autres ont été totalement métamorphosés (comme le jingle Jardin, le rendez-vous France Info Junior…).

### Campagne
- 1987 : « La seule radio d'information en continu »
- 1992-1994 : « Pour gagner son temps »
- 1997 : « France Info rapproche le monde »
- 2002 : « Et vous savez »
- 2005 :
  - « Nos infos se suivent mais ne se répètent pas »
  - « On ne s'arrête pas à la partie visible de l'info »
  - « On ne s'éloigne jamais de l'info plus de 7 minutes »
- 2007 : « Toujours premiers sur l'info »
- 2010 : « L'information est une vocation »
- 2015 :
  - « Si c’était vrai, France Info vous le dirait en premier »
  - « Le réflexe info »
- 2017 :
  - « Demandez l'info, refusez l'intox »
  - « À quoi bon être le premier à savoir, si on est le dernier à comprendre ? »
  - « Avec France Info, écoutez, regardez, followez, partagez l'info »
  - « Quand vous commentez l'info, ça devient de l'info »
  - « Moins de sensationnel, plus de sens »
  - « On vous aide à démêler le vrai de l'info »
  - « Informer toujours, déformer jamais »

### Slogans
- 1987-1995 : « France Info, La plus info des radios »
- 1987-1995 & 2001-2007 : « C'est toujours l'heure des infos »
- 1995-2001 : « France Info rapproche le monde »
- 2007-2008 : « Toujours premiers sur l'info »
- 2008-2009 : « La seule radio d'information continue »[21].
- Août 2009 à octobre 2009 : « La vie en continu »
- Octobre 2009 à novembre 2013 : « L'info à vif »
- Novembre 2013 à août 2014 : « Vivons bien informés »
- Octobre 2014 à août 2016 : « Le réflexe info »
- Depuis le 29 août 2016 « Deux points ouvrez l'info »
- Depuis le 26 août 2019 : « Et tout est plus clair »[22] / « L'info juste. »

### Voix-off
- Damien Cochereau (depuis 2007)
- Francine Baudelot (depuis 2017)
- Anne Ferrier
- Michel Montana
- Kareen Antonn (septembre 2014)
- Marion Lasserre
- David Letemplé (septembre 2012)

## Équipes

### Historique des départs et des arrivées
- Fin juin 2017, Fabienne Sintes, qui assurait la matinale de France Info, remplace Nicolas Demorand pour la tranche 18/20 de France Inter[23].
- Le 14 mai 2018, on apprend que Bruce Toussaint quittera la matinale de France Info à la rentrée prochaine pour rejoindre BFMTV[24].
- Le 26 juin 2018, on apprend que Jean-Michel Aphatie, qui effectuait ses interviews politiques matinales sur France Info depuis deux ans, part sur Europe 1[25].
- Le 27 août 2018, Marc Fauvelle succède à Bruce Toussaint à la matinale de France Info[26], mais retrouve la tranche qu'il présentait quelques années auparavant avec Raphaëlle Duchemin et Nicolas Poincaré.
- Le 27 août 2018, Christine Pena est une nouvelle présentatrice météo à l'antenne de France Info[27].

### Directeurs d'antenne
La liste des directeurs d'antenne est la suivante :
- 1987-1989 : Jérôme Bellay
- 1989-2002 : Pascal Delannoy
- 2002-2007 : Michel Polacco
- 2007-2009 : Patrick Roger
- 2009-2012 : Philippe Chaffanjon
- 2012-2014 : Pierre-Marie Christin
- 2014-2017 : Laurent Guimier
- 2017-2020 : Vincent Giret[28]
- 2021-2024 : Jean-Philippe Baille[29]
- 2024- : Agnès Vahramian

### Présentateurs
France Info compte environ 160 journalistes basés en France et rattachés à la Maison de la Radio.
- Julien Benedetto
- Frédéric Carbonne
- Lucie Barbarin
- Simon Le Baron
- Lauriane Delanoë
- Olivia Leray (émission humoristique On ne pouvait pas le rater[30])
- Alexis Morel
- Marie Bernardeau
- Ersin Leibowitch
- Céline Asselot
- Nicolas Teillard
- Matteu Maestracci
- Olivia Ferrandi
- Bernard Thomasson
- Catherine Pottier
- Pierre Neveux
- Jean-Christophe Martin
- Vincent Pellegrini
- Virginie Lebrun
- Victor Matet
- Armand Peyrou-Lauga
- Yasmina Adila
- François Lepage
- Diane Ferchit
- Augustin Arrivé
- Emmanuel Langlois
- Stéphane Milhomme
- David Dauba
- Agathe Mahuet
- Emmanuel Cugny
- Sophie Auvigne
- Bruno Rougier
- Anne-Laure Barral
- Ingrid Pohu
- Philippe Duport
- Anne-Laure Dagnet
- Julien Langlet
- Célyne Baÿt-Darcourt
- Thomas Snégaroff
- Gérald Roux
- Émilie Gautreau
- Estelle Faure
- Gilbert Chevalier
- Yann Bertrand
- Nathalie Bourrus
- Jean Leymarie
- Bertrand Dicale
- Fabrice Rigobert
- Lise Jolly
- Frédérique Marié
- Sandrine Marcy
- Anne Chépeau
- Michel Polacco
- Cécilia Berder
- Jean-Jérôme Bertolus
- Julie Marie-Lecomte
- Louise Bodet
- Yannick Falt
- Isabelle Chaillou
- Guillaume Gavenne
- Célia Quilleret
- Isabelle Raymond
- Raphaël Ebenstein
- Isabelle Labeyrie
- Franck Mathevon
- Élise Deleve
- Sébastien Baer
- Gaëlle Joly
- Benjamin Illy
- Sandrine Etoa-Andegue
- Mathilde Lemaire
- Jérôme Jadot
- Matthieu Mondolini
- Alice Seranno
- Anne Lamotte
- Stéphane Pair
- Delphine Gotchaux
- Mélanie Delaunay
- Ariane Griessel
- Aurélien Accart
- Alain Pagès
- Olivier Emond
- Stéphane Dufour
- Victoria Koussa
- Pauline Renoir
- Armêl Balogog
- Richard Place
- Gabriel Pereira
- Baptiste Schweizer
- Sara Bourg
- Julien Brigot
- Aurélien Thirard
- Cyrille Ardaud
- Cyril Destracque
- Régis Picard
- Salhia Brakhlia
- Jules de Kiss
- Margaux Stive
- Jérôme Chapuis
- Jean-Rémi Baudot
- Soizic Bour
- Mathilde Romagnan
- Camille Revel

### Anciens présentateurs
- Jean-Michel Aphatie (2016-2018)
- Raphaëlle Duchemin (1995-2015)
- Fabienne Sintes (2013-2017)
- Bruce Toussaint (2017-2018)
- Philippe Vandel (2009-2017)
- Jean-Mathieu Pernin (2014-2019)
- Pierrick Bonno (2015-2019)
- Rémi Ink (2013-2018)
- Jean Zeid (2010-2019)
- Nicolas Poincaré
- Christian Boner (1987) puis (1989-1994)
- Jean-François Achilli (2013-2024)
- Olivier de Lagarde (1991-2023)
- Frédéric Beniada (1991-2023)
- Jérôme Colombain (1994-2021)
- Marc Fauvelle (2003-2011, 2018-2023)
- Lorrain Sénéchal (2016-2023)

### Présentateurs Météo
- De 5 heures à midi : Christine Peña (depuis 2018)
- De midi à minuit : Élodie Callac ou Sébastien Leas
- Le week-end : Jean-Michel Golynski
- Jean-Pierre Hameau
- Sophie Bria
- Cécile Ribault-Caillol

### Anciens présentateurs météo
- René Chaboud (1987-1994)
- Joël Collado (1994-2015)
- Céline Da Costa (2015-2018)

## Concept et programmation

### Généralités
France Info est une radio d'information continue qui diffuse des émissions d'informations (journaux et chroniques). À intervalles réguliers (à 00 et 30 de l'heure), un journal résume l'actualité du moment en neuf minutes (trois minutes à la demi-heure) en développant les principales informations. Le rappel des titres, nommé de 2016 à 2020 l'info puis depuis 2020 le fil info est diffusé à 10, 20, 40 et 50 de l'heure.
La nuit, elle diffuse principalement des musiques de film (bandes originales) ainsi qu'un journal de cinq minutes en direct chaque demi-heure (celui de l'heure pile étant diffusé en simultané sur France Inter), la rediffusion de chroniques/reportages de la journée écoulée (Les Informés de France Info, le Club des Correspondants, l'Interview Eco, diverses chroniques) et la diffusion en différé d'émissions de radios francophones étrangères[Lesquelles ?].
Environ la moitié de la semaine (du vendredi au dimanche soir), de 21 heures à minuit, l'essentiel du temps d'antenne est consacré au sport, dans le cadre de l'émission Le Club Info.
La rédaction s'organise notamment sur un réseau d'envoyés spéciaux permanents et de correspondants (à Londres, Jérusalem, Rome, Washington D.C., Bruxelles, Berlin, Madrid, Moscou), qu'elle partage avec France Inter et France Culture ainsi qu'avec RFI, que ce soit à Tokyo ou en Afrique.
En parallèle, France Info dispose de quatre bureaux régionaux communs avec France Inter dans les métropoles de Lyon, Lille, Marseille et Toulouse et utilise le réseau de France Bleu pour les autres régions.
En complément, France Info diffuse des chroniques sur différents domaines de la vie quotidienne : littéraires, culinaires, médicales, patrimoniales, sportives, actualité sur l'économie et la consommation ainsi que sur toutes les grandes tendances de la conjoncture économique, sur l'Union européenne…

### Auparavant sur l'antenne
Un rappel des titres de l'actualité était proposé régulièrement à 15, 22, 45 et 52 de l'heure jusqu’à 2016.
Entre 2001 et 2014, la musique de nuit sur France Info est de FIP.
En 2013 jusqu'à 2015, France Info diffuse trois grands journaux quotidiens : midi, 18 heures et 22 h 30, avec un point d'information toutes les sept minutes entre 4 heures et minuit.
En septembre 2014, France Info revient à ses fondamentaux : l'information sur le vif, avec la suppression de cinquante des quatre-vingt-dix chroniques pour ne garder que celles traitant de l'actualité, le retour du rappel des titres à 23 et 53 de l'heure et des journaux de dix minutes, la généralisation des anchormen et women pour rendre l'antenne plus chaleureuse. Ciblant sa concurrente RMC, la part du sport devient également écrasante, notamment le soir (21 heures-minuit) et le week-end (19 heures-minuit) et, grande première, une émission de débat entre éditorialistes, personnalités politiques et culturelles, est programmée de 20 heures à 21 heures chaque soir.
La rentrée 2016 est marquée par la création de la chaîne de télévision France Info, avec quelques programmes en diffusion simultanée radio et télévisée (8 h 30-9 heures et 20 heures-21 h 30 notamment). Deux studios télévisés sont construits dans la Maison de la Radio pour ces émissions et pour le rappel des titres (dorénavant à 10, 20, 40 et 50 de chaque heure entre 6 heures et minuit, en simultané télévision et radio).
La grille radio reste dans la logique de celle des années précédentes : infos, interviews, reportages et chroniques et un journal toutes les demi-heures, la météo, la bourse juste avant. France info Sport n'est plus systématique après chaque journal, mais à 15 ou 45 de certaines tranches horaires, ce qui évite des concurrences frontales avec les journaux des sports de France Inter.
France Info diffuse plus de six cents heures de reportages par an.

### Événementiel
Le 22 novembre 2018, France Info et Les Échos ont organisé la première édition de Médias en Seine, premier festival consacré aux médias de demain. L'événement se déroulait aux Echos, à la Maison de la radio et à France Télévisions, proposant des conférences, masterclass, débats, expériences avec des journalistes et principaux représentant du secteur : CNN, Arte, The Guardian, Le Parisien, Brut, Google, Canal +, TF1, M6 etc. Plusieurs personnalités prenaient la parole, tel que Nicolas de Tavernost, Delphine Ernotte, Mercedes Erra, Sibyle Veil ou Anne-Sophie Lapix.

## Diffusion
France Info utilise plusieurs réseaux de diffusion gratuits pour transmettre ses programmes sur le territoire métropolitain et sur un plan mondial : FM, satellite, Internet (Poste de radio Internet), iTunes Store, Google Play.
France info utilise un réseau d'émetteurs FM répartis sur l'ensemble du territoire. La station émet entre 87,6 MHz (Ancenis-44) et 107,9 MHz (Châteauponsac-87), la fréquence la plus courante est 105,5 MHz. Elle est également diffusée dans tous les départements et collectivités d'outre-mer sur le deuxième réseau FM d'Outre-mer La 1re.
Le site Internet de la radio permet d'écouter les programmes et d'écouter les chroniques en podcast. Sept émissions sont disponibles sur le site d'Apple. Ces émissions sont aussi disponibles sur des sites comme TuneIn.
La station utilise, entre septembre 2002 et janvier 2016, le réseau TDF B ondes moyennes, préalablement utilisé par France Culture et Radio Bleue.
La station est diffusée en DAB+ sur le réseau métropolitain n°2 en cours de déploiement depuis Octobre 2021. Elle côtoie sur ce multiplexe l'ensemble des radios nationales de Radio France (France Bleu étant diffusée sur les réseaux DAB+ locaux et régionaux).
France Info est aussi une chaîne de télévision française d'information créée le 1er septembre 2016 et qui fait partie du groupe France Télévisions. France Info devient ainsi une offre globale d'information publique réunissant la radio et la télévision.

## Audiences
France Info est historiquement la première radio d'information en France. En avril-juin 2021, France info réalise 4,3 % de part d'audience selon Médiamétrie. Elle réalise 8,2 % d'audience cumulée. France info est alors la sixième radio la plus écoutée en France, derrière France Inter, RTL, NRJ, France Bleu et RMC.
A l'été 2021, France Info réalise 8,1 % d'audience cumulée.
|      | Janvier - Février - Mars | Avril - Mai - Juin | Juillet - Août | Septembre - Octobre | Novembre - Décembre | Moyenne annuelle cumulée/ PDA |    |
| ---- | ------------------------ | ------------------ | -------------- | ------------------- | ------------------- | ----------------------------- | -- |
| 1988 | NC                       | 1 056 / 2,4 %      | Non mesuré     | 1 100 / 2,5 %       | 1 496 / 3,4 %       | NC                            |    |
| 1989 | NC                       | NC                 | Non mesuré     | NC                  | 1 804 / 4,1 %       | NC                            |    |
| 1990 | NC                       | 2 024 / 4,6 %      | Non mesuré     | NC                  | 2 948 / 6,7 %       | NC                            |    |
| 1991 | 4 268 / 9,7 %            | 3 388 / 7,7 %      | Non mesuré     | NC                  | NC                  | NC                            | NC |
| 1992 | NC                       | NC                 | Non mesuré     | 3 671 / 8,1 %       | NC                  | NC                            |    |
| 1993 | NC                       | 8,3 %              | Non mesuré     | 4 200 / 9,2 %,      | NC                  | NC                            |    |
|      |                          |                    |                |                     |                     |                               |    |
| 2006 | 9,5 %                    | 8,9 %              | 8,5 %          | 9,1 %               | 8,9 %               | NC                            |    |
| 2007 | 8,7 %                    | 9,8 %              | 8,7 %          | 9,5 %               | 9,6 %               | NC                            |    |
| 2008 | 9,2 %                    | 8,7 %              | NC             | 9,3 %               | 9,1 %               | NC                            |    |
| 2009 | 8,9 %                    | 8,5 %              | NC             | 8,9 %               | 9,1 %               | NC                            |    |
| 2010 | 4 500                    | 4 300              | 3 900          | 4 300 / 8,2 %,      | 4 400 / 8,4 %,      | 4 280                         |    |
| 2011 | 4 660 / 3,6 %            | 4 713 / 3,7 %      | 4 084          | 4 712 / 4,1 %       | 4 712 / 3,6 %       | 4 571 / 3,7 %                 |    |
| 2012 | 4 742 / 3,8 %            | 4 739 / 3,6 %      | 4 480          | 4 333 / 3,5 %       | 4 527 / 3,7 %       | 4 564 / 3,6 %                 |    |
| 2013 | 4 175 / 3,4 %            | 4 333 / 3,4 %      | 3 960 / 7,5 %  | 4 333 / 3,4 %       | 4 228 / 3,4 %       | 4 205 / 3,4 %                 |    |
| 2014 | 4 193 / 3,4 %            | 3 981 / 3 %        | 3 600 / 6,8 %  | 4 140 / 3,4 %       | 4 299 / 3,4 %       | 4 042 / 3,3 %                 |    |
| 2015 | 4 318 / 3,3 %            | 3 945 / 3 %        | 3 700          | 3 839 / 3 %         | 4 478 / 3,7 %       | 4 056 / 3,2 %                 |    |
| 2016 | 4 346 / 3,5 %            | 4 024 / 3,3 %      | 4 100          | 4 239 / 3,4 %       | 4 758 / 3,8 %       | 4 293 / 3,5 %                 |    |
| 2017 | 4 540 / 3,7 %            | 4 791 / 4,2 %      | 4 200          | 4 594 / 3,8 %       | 4 594 / 4 %         | 4 543 / 3,9 %                 |    |
| 2018 | 4 532 / 3,6 %            | 4318 / 3,7 %       | 4 153 / 3,5 %  | 4 423 / 3,9 %       | 4 880 / 4,4 %       | NC                            |    |
| 2019 | 4 661 / 4,0 %            | 4 408 / 3,9 %      | 4 177 / 4,1 %  | 4 262 / 3,8 %       | 4 566 / 3,7 %       | NC                            |    |
| 2020 | 4056 / 3,3 %             | 4 397 / 4,1 %      | 4 552 / 4,4 %  | 4 816 / 4,4 %       | 5 172 / 4,7 %       | NC                            |    |
| 2021 | 4 856 / 4,4 %            | 4 513 / 4,3 %      | 4 434 / 4,3 %  | 4 909 / 4,7 %       | 4 675 / 4,3 %       | NC                            |    |
| 2022 | 5 451 / 5,7 %            |                    |                |                     |                     |                               |    |

## Critiques
La Lettre A indique en 2023 que plusieurs journalistes France Info « cumulent leur activité à l'antenne avec des prestations facturées au service de la communication d'entreprises, au point parfois de ne plus distinguer les deux casquettes ».